# 馬文冰原島峰
77°46′S 160°4′E / 77.767°S 160.067°E
馬文冰原島峰（英語：Marvin Nunatak），是南極洲的冰原島峰，位於維多利亞地的斯科特海岸，處於德波冰原島峰以南2公里的卡西迪冰川西部，海拔高度2,090米，由英國探險隊發現，現時由南極條約體系管理。